# Batalion ON „Rawicz”

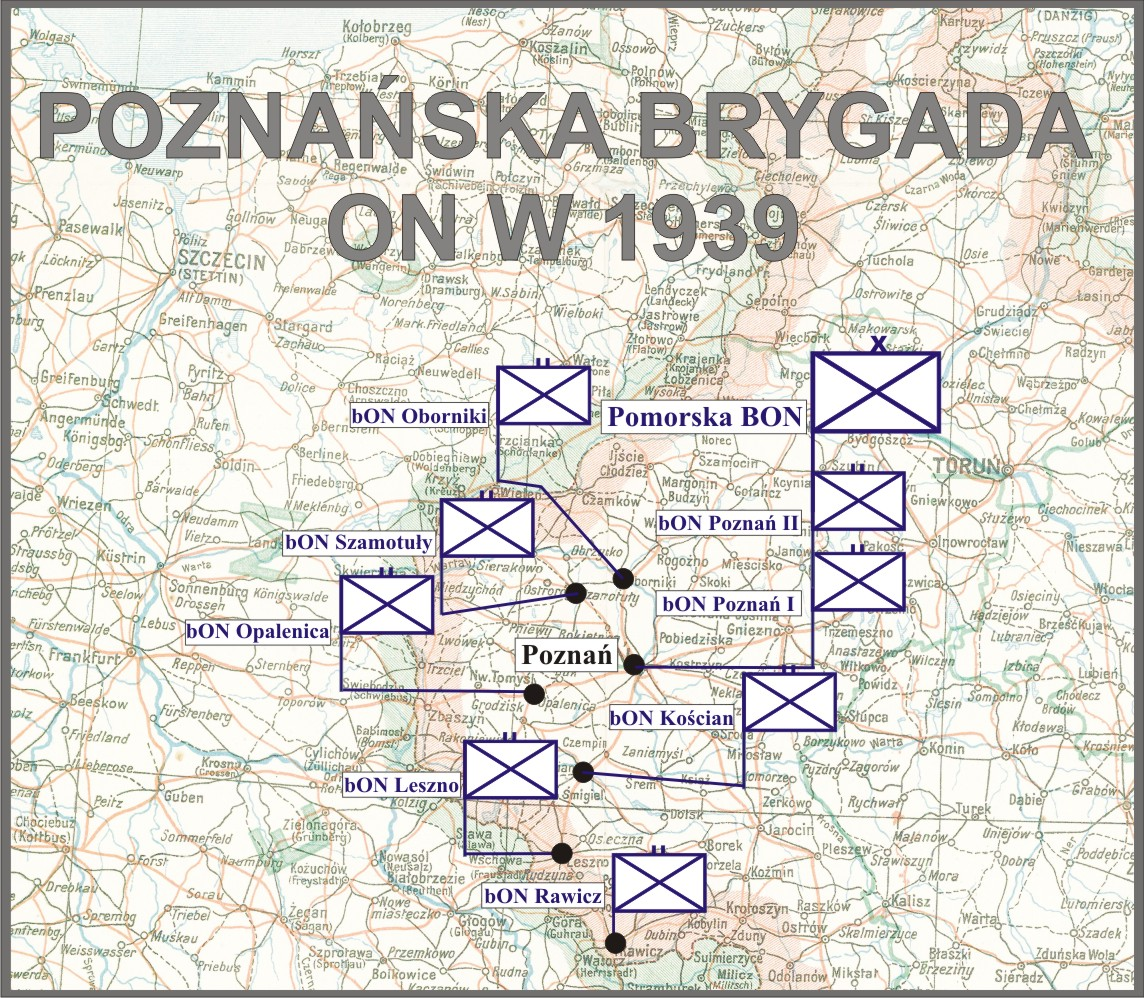
Poznańska Brygada ON

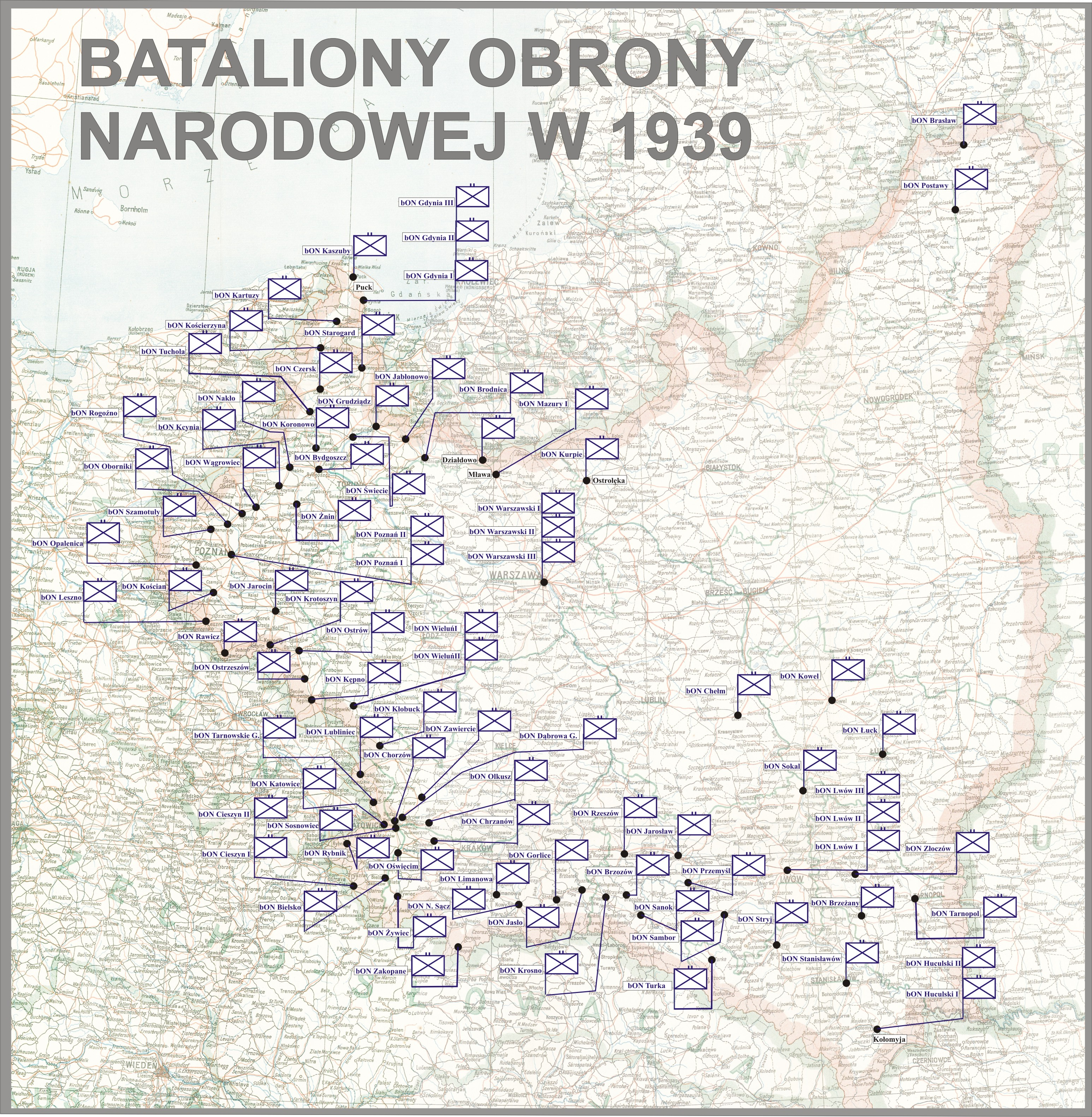
Obrona Narodowa w 1939

Rawicki Batalion Obrony Narodowej (batalion ON „Rawicz”) – pododdział piechoty Wojska Polskiego.

## Organizacja i formowanie
Batalion został sformowany w maju 1939 roku, w składzie Poznańskiej Brygady ON, według etatu batalionu ON typ IV. Oddziałem gospodarczym dla Rawickiego batalionu ON był III batalion 55 Poznańskiego pułku piechoty detaszowany w Rawiczu. Z jego szeregów pochodziła kadra batalionu oraz oficerowie rezerwy.
24 sierpnia 1939 roku baon został zmobilizowany i podporządkowany dowódcy Wielkopolskiej Brygady Kawalerii. W chwili wyjścia w rejon wyjściowy batalion liczył: 18 oficerów, 134 podoficerów, 541 szeregowców.

## Rawicki batalion ON w kampanii wrześniowej
W składzie Wielkopolskiej BK rozpoczął udział w kampanii wrześniowej.
W nocy z 3 na 4 września 1939 roku w Małachowie żołnierze baonu rozstrzelali 10 obywateli polskich narodowości niemieckiej.

## Organizacja i obsada personalna batalionu
Dowództwo batalionu i pododdziałów:
- dowódca batalionu – kpt. Antoni Franciszek Hermanowski
- adiutant batalionu - ppor. rez. Petri
- oficer płatnik - ppor. rez. Jan Sobański
- oficer żywnościowy - chor. Nowak
- lekarz batalionu - ppor. lek. Piotr Dziwok

- dowódca 1 kompanii ON „Rawicz” – por. rez. Marian Lewicki
  - dowódca I plutonu - ppor. rez. Julian Dąbrowa
  - dowódca II plutonu - ppor. rez. Antoni Wica
  - dowódca III plutonu - ppor. rez. Franciszek Jopp
  - dowódca plutonu ckm - chor. Bronisław Wyrwa
- dowódca 2 kompanii ON „Krobia” – kpt. Franciszek Czarny
  - dowódca I plutonu - por. rez. Lisowski
  - dowódca II plutonu - ppor. rez. Antoni Malinowski
  - dowódca III plutonu - ppor. rez. Stanisław Zajączek
  - dowódca plutonu ckm - ppor. rez. Ziemniak
- dowódca 3 kompanii ON „Miejska Górka” – ppor. rez. Albin Rynek
  - dowódca I plutonu - ppor. rez. Franciszek Schmidt
  - dowódca II plutonu - ppor. rez. Władysław Jarczewski
  - dowódca III plutonu - ppor. rez. Stróżyński
  - dowódca plutonu ckm - ppor. rez. Marian Wiśniewski
- dowódca plutonu zwiadu (kolarzy) – por. rez. Kazimierz Cepurski
- dowódca plutonu przeciwpancernego – ppor. rez. Bogdan Franka
- dowódca plutonu łączności – pchor. rez. Wiktor Nowak

## Uzbrojenie (faktyczne)
- 6 ciężkich karabinów maszynowych Hotchkiss wz.14[3]
- 27 ręcznych karabinów maszynowych[3]
- 9 granatników wz.36[3]
- 670 karabinów Berthier wz.16[3]
- 2008 granatów[3]